# 瑞山鄭氏
瑞山鄭氏是韓國（朝鮮民族）鄭姓的一個本貫。

## 始祖
瑞山鄭氏的始祖是中國宋朝時的浙江浦江人判將作監事鄭應冲，和浦江義門鄭氏同源。

## 淵源
鄭應冲曾孙鄭臣保是宋朝尙書刑部員外郞，宋朝衰落后到高丽瑞山定居。